# Saxifraga valdensis
Saxifraga valdensis är en stenbräckeväxtart som beskrevs av Dc.. Saxifraga valdensis ingår i Bräckesläktet som ingår i familjen stenbräckeväxter. Inga underarter finns listade i Catalogue of Life.